# Hemiclepsis marginata
П'явка облямована (Hemiclepsis marginata) — вид п'явок роду Hemiclepsis родини Пласкі п'явки.

## Опис
Загальна довжина сягає 3 см завширшки 9 мм. Має 2 пари очей. Очі передньої пари розташовані ближче одне до одного, ніж задні. Ротовий отвір має вигляд серця. Передня частина тіла сильно розширена (навіть у порівняні з іншими видами свого роду). Задня частина чітко помітна, доволі вузька.
Спина зеленувата або червонувато-коричнева з 7 поздовжніми жовтими смужками і 4 смужками з невеликими бородавками коричневого кольору з жовтою облямівкою. За це отримала свою назву.

## Спосіб життя
Воліє до стоячих водойм. Може активно рухатися. Живиться кров'ю риб, насамперед миневих, а також жаб і ропух. Присмоктується біля рота або біля ануса.
Є гермафродитом. Ця п'явка піклується про кладку та молодих п'явчат (поки ті не будуть здатні полювати самостійно). Купки яєць, прикріплені до підводних предметів, п'явка прикриває власним тілом і, здійснюючи ритмічні хвилеподібні рухи, забезпечує приплив свіжої води.

## Розповсюдження
Зустрічається в Європі і Азії. У Центральній Європі зустрічаються рідко, доволі часто — в басейні річки Амур.